# Terrapene carolina bauri
La tartaruga scatola della Florida (Terrapene carolina bauri Taylor, 1895) è una sottospecie di Terrapene carolina endemica della Florida.

## Descrizione
È immediatamente distinguibile dalle altre sottospecie di T. carolina per il disegno raggiato su sfondo nero presente sul carapace e per il disegno a strisce gialle sul capo (quest'ultima caratteristica la distingue anche da Terrapene ornata). Può presentare tre o quattro dita nelle zampe posteriori - dunque questo carattere diagnostico, da solo, non può essere utilizzato per distinguerla dalla sottospecie T. c. triunguis. La forma del carapace è tendenzialmente più bombata e carenata rispetto a quella delle altre specie del genere.
A differenza di quanto osservabile nelle altre sottospecie di T. carolina, in T. c. bauri i maschi non presentano l'iride rossa, che è quindi bruna in entrambi i sessi.
I piccoli sono immediatamente distinguibili sulla base di alcuni tratti che risultano tipici, quali la diffusa e sottile macchiettatura del carapace e la carena degli scuti vertebrali segnata con tratto più o meno continuo di colore giallo.
Tra le specie che sono state importate in Europa negli anni 90, T. c. bauri è senza dubbio quella che meno frequentemente si incontra in allevamento, ciò dovuto al fatto che la Florida è stata il primo stato degli USA a bloccare le esportazioni di Terrapene.

## Alimentazione
L'alimentazione è onnivora e comprende invertebrati (anellidi, molluschi, gasteropodi...) e vegetali. I neonati fino al primo anno reagiscono solo a stimoli in movimento e dunque devono essere alimentati con cibo vivo.